# 3Sun
 (mai 2025).
3Sun est un fabriquant de panneaux photovoltaïques italien.

## Histoire
L'entreprise est créée en 2010 à Catane, en Italie. En 2015, Enel Green Power devient le seul actionnaire de la société. 3Sun est créé en tant que coentreprise de Enel Green Power, Sharp Corporation, et STMicroelectronics, chacun des groupes détenant un tiers de 3Sun,. Entre 2011 et 2014, 3Sun conçoit une cellule photovoltaïque et une usine de modules à Catane utilisant une technologie à couche mince. Sharp apporte la technologie des couches minces à jonction multiple en silicium amorphe, Enel Green Power gère la distribution commerciale et STMicroelectronics fournit le personnel spécialisé dans les processus, la recherche et le développement. En 2015, Enel Green Power acquiert l'ensemble des parts pour devenir l'unique propriétaire de 3Sun,.
En août 2018, la fabrication de panneaux bifaciaux à technologie d'hétérojonction (HJT) débute, faisant de 3Sun l'usine la plus automatisée au monde du secteur, pouvant fonctionner sans interruptions. Les premières cellules HJT sont produites en février 2019 et la production de masse commence en août 2019,,,,.
En avril 2022, Enel Green Power signe un accord avec la Commission européenne pour un financement subventionné, dans le cadre du premier appel du Fonds d'innovation de l'UE pour des projets à grande échelle. Ce financement contribue au développement de TANGO (iTaliAN pv Giga factOry),, une usine de production à l'échelle industrielle pour la fabrication de modules photovoltaïques à Catane,,,,.